# The Stukeleys
The Stukeleys est une paroisse civile du Cambridgeshire, en Angleterre.